# Cuatro bajo mano (carruaje)

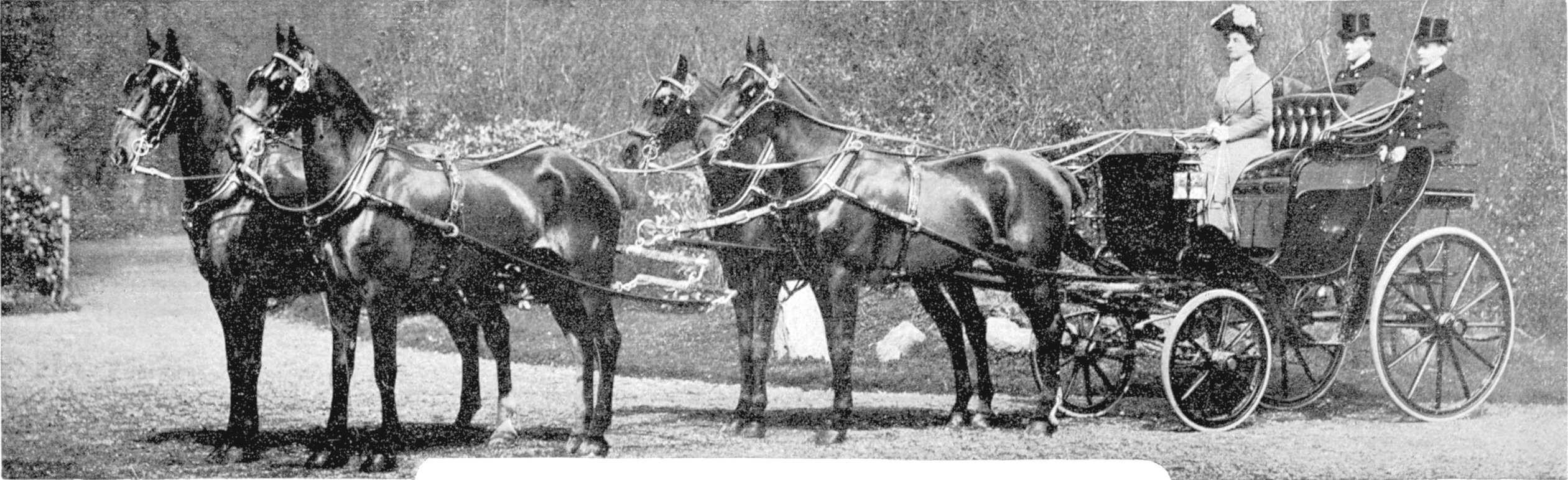
Un cuatro bajo mano en el Bois de Boulogne, París, conducido por una dama, 1905.

Un cuatro bajo mano es cualquier vehículo tirado por cuatro caballos conducidos por una persona.
Conducir carruajes grandes de paseo tirados por cuatro caballos fue una actividad deportiva popular de los ricos desde mediados del siglo XIX.
El Club de Conducción de Cuatro bajo Mano de Inglaterra se fundó en 1856. La afiliación estaba limitada a treinta miembros y todos conducían carruajes privados conocidos como park drags que eran versiones un poco más pequeñas y más lujosamente equipadas y terminadas de los carruajes de cuatro ruedas empleados por el Servicio de Correos. Un nuevo grupo denominado Coaching Club se formó en 1870 para aquellos que no podían unirse al club de 30. Otros entusiastas recorrían antiguas rutas de paseo y llevaban pasajeros pagando.
T. Bigelow Lawrence de Boston poseyó el primer carruaje de este tipo construido en América en 1860. Leonard Jerome empezó a conducirlos con seis y ocho caballos para ir a ver carreras de caballos. El Coaching Club de Nueva York se fundó en 1875.
Actualmente el cuatro bajo mano es la principal disciplina de la conducción combinada en los deportes ecuestres. Uno de sus principales eventos es el FEI World Cup Driving series. 

## Cuatro bajo mano en el arte

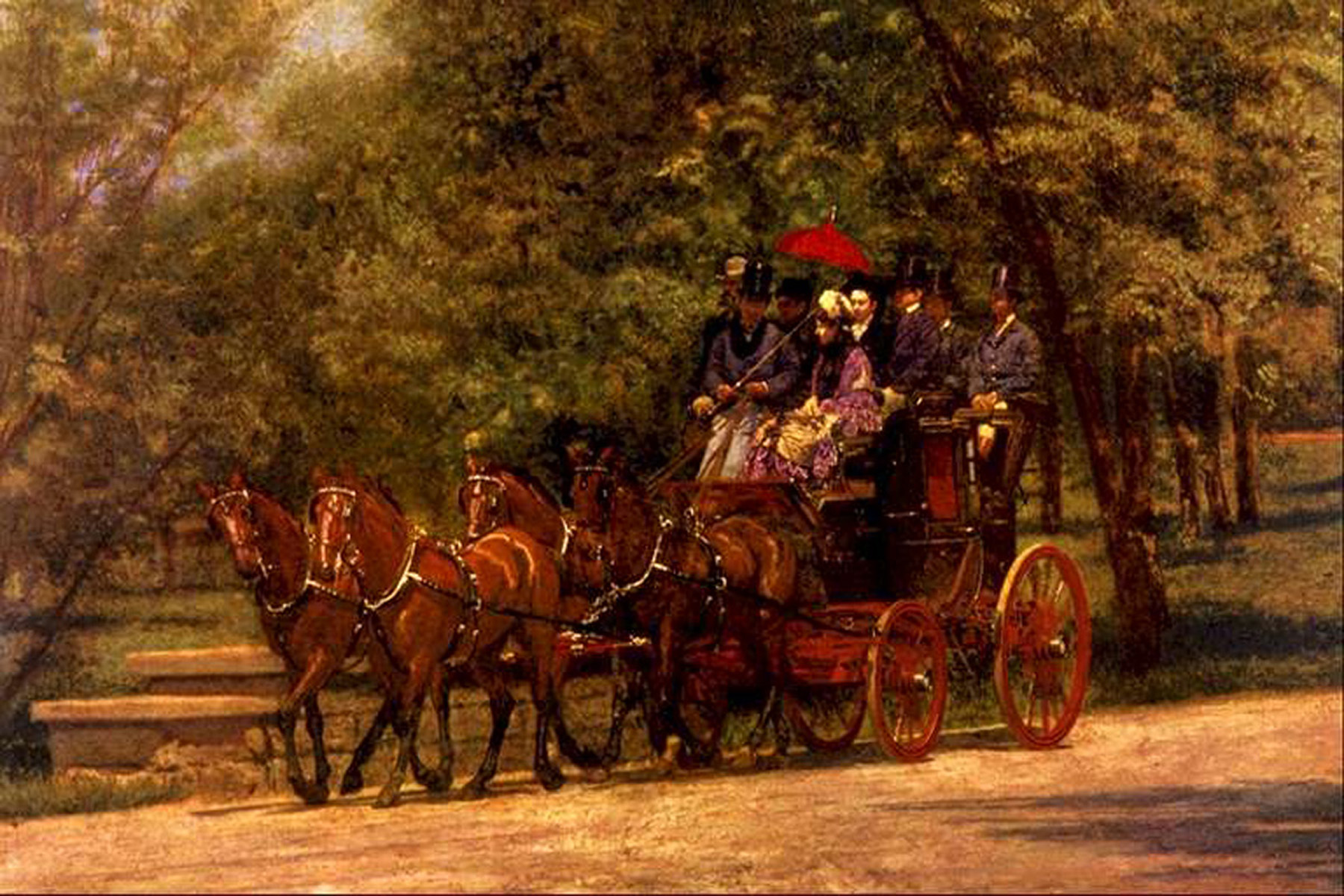
The Fairman Rogers Four-in-Hand (1879–80) de Thomas Eakins, Philadelphia Museum of Art, Filadelfia, Pennsylvania, Estados Unidos.
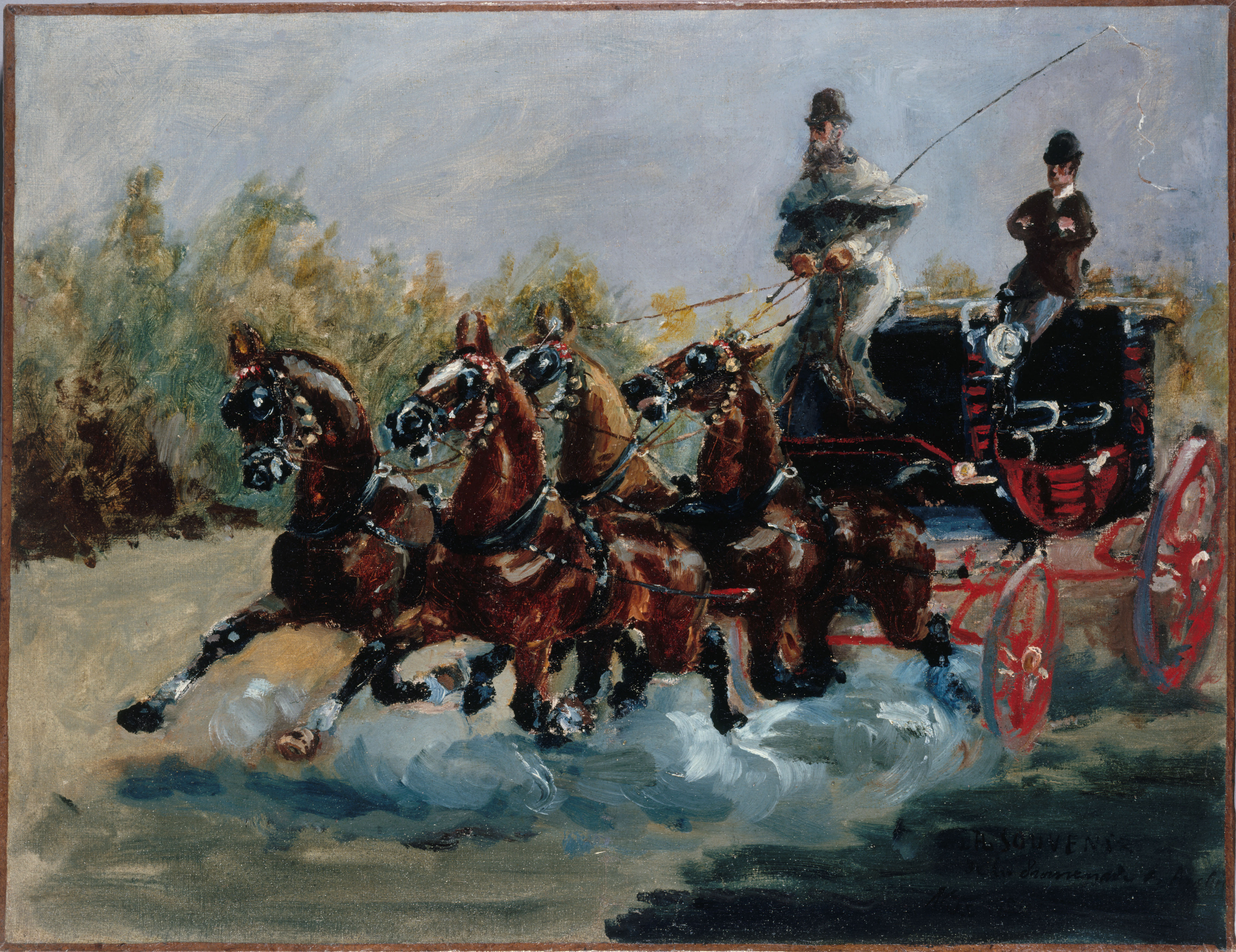
Alphonse de Toulouse-Lautrec conduciendo su cuatro bajo mano (1880) de Henri de Toulouse-Lautrec, Petit Palais, Francia.
Józef Chełmoński, Czwórka (Quatro bajo mano), 1881 (estado después de la conservación, 2025)